# Cinq de Cœur
Pour les articles homonymes, voir Cinq de cœur.
Ne doit pas être confondu avec Les Double Six.
Cinq de Cœur est un groupe vocal français a cappella, créé en 1991. Composé de cinq chanteurs, il est spécialisé dans l'humour musical.
Leur spectacle Le Concert sans retour a été nommé aux Molières 2015 dans la catégorie meilleur spectacle musical.
Ils sont produits par Arts et Spectacles Production

## Composition
Le groupe est constitué de trois femmes et deux hommes.
La distribution a plusieurs fois changé au cours des années. Depuis 2023, elle est composée de :
- Rachel Pignot (soprano 1)
- Karine Sérafin (soprano 2)
- Sandrine Montcoudiol (contralto)
- Fabian Ballarin (baryton)
- Vincent Gilliéron (basse)

Ont également fait partie du groupe : 
- Pascale Costes (membre fondateur)
- Pierre Jeannot (membre fondateur)
- Nicolas Kern (membre fondateur)
- Patrick Laviosa
- Anne Marchand (membre fondateur)
- Xavier Margueritat
- Rigoberto Marin-Polop
- Hélène Richer
- Fabrice Schenck
- Anne Staminesco (membre fondateur)

## Spectacles
- 1992 Cinq de Cœur (mise en scène d'Anne Roumanoff)
- 1997 Chant pour chant pur chant (mise en scène de Philippe Beauchamp)
- 1999 En attendant l'an 2000 (mise en scène de Jean-Yves Simon)[3]
- 2001 Boîte vocale (mise en scène de Marc Locci)
- 2006 Chasseurs de sons (mise en scène de Marc Locci)
- 2009 Métronome (mise en scène de Pascal Légitimus)
- 2014 Le Concert sans retour (mise en scène de Meriem Menant[4])
- 2018 Oh la belle vie ! (mise en scène de Philippe Lelièvre)
- 2024 Un air de fête (mise en scène de Virginie Lemoine)